# ヘルレイザー ゲート・オブ・インフェルノ
『ヘルレイザー ゲート・オブ・インフェルノ』（Hellraiser: Inferno）は、2000年に製作されたアメリカ合衆国のホラー映画（オリジナルビデオ）である。ヘルレイザー・シリーズの第5作にあたる。

## 概要
前作『ヘルレイザー4』までは、主人公と魔道士ピンヘッドとの対決がストーリーの軸であったが、本作以後のシリーズ作品は、ピンヘッドを狂言回しとして、主人公の心の闇をめぐるストーリー展開となる。また本作以降スプラッターからサスペンスへと設定が変わっている。ただし第9作目の『ヘルレイザーリベレーション』でスプラッター路線に戻している。

## ストーリー
刑事のジョーは、ある怪死事件の捜査に呼び出され、相棒のトニーと共に捜査を開始する。
被害者チョウはジョーの高校時代の同級生だった。
ジョーは現場で、奇妙な模様のついた箱と切断された子供の指を発見する。
その夜、妻メラニーには仕事と偽り夜の街に出かけ、街娼のダフネとモーテルで一晩を過ごす。
翌朝、出勤したジョーにダフネから電話がかかってくる。
電話の様子から異常を察したジョーがかけつけると、モーテルの浴室でダフネは惨殺されていた。そして浴室には、切断された子供の指が残されていた。
チョウの殺害現場にあった箱に残されていた指紋は、ボディピアス店の店員レオンのものだった。
レオンを取り調べたジョーは、チョウが「箱」の取引をめぐり「エンジニア」という人物とトラブルを起こしていたことを知る。
エンジニアの手がかりを求め、ジョーは情報屋のバーニーに接触するが、今度はバーニーが殺害される。
現場からは、またしても子供の指が見つかる。
誰も気づかなかった指の在り処を指摘したことで、ジョーに不審の目が向けられる。
すべての事件の被害者は、ジョー個人に関係していた。ジョーは、自身への容疑を晴らすため、謎の人物「エンジニア」を追う。

## キャスト
※括弧内は日本語吹替
- ジョセフ・“ジョー”・ソーン刑事 - クレイグ・シェイファー（井上和彦）
- トニー・ネノーネン刑事 - ニコラス・タートゥーロ（後藤哲夫）
- ポール・グレゴリー医師 - ジェームズ・レマー（佐々木勝彦）
- ピンヘッド（英語版） - ダグ・ブラッドレイ（玄田哲章）
- バーニー - ニコラス・サドラー（英語版）（岩崎ひろし）
- メラニー・ソーン - ノエル・エヴァンス (湯屋敦子)
- クロエ・ソーン - リンジー・テイラー
- パーマージ - マイケル・シェイマス・ワイルズ（英語版）
- レオン・ゴルティエ - マット・ジョージ
- ダフネ・シャープ - サーシャ・バレス（英語版）
- ジョーの母親 - キャスリン・ジューステン

## スタッフ
- スタント・コーディネーター - 坂本浩一、デヴィッド・ウォルド